# Paul Heidhues
Paul Heidhues ist ein deutscher Ökonom.

## Leben
Nach dem Master in Economics 1993 an der Australian National University war er von 1998 bis 1999 wissenschaftlicher Mitarbeiter am  Wissenschaftszentrum Berlin für Sozialforschung. Von 1999 bis 2005 war er wissenschaftlicher Mitarbeiter am Wissenschaftszentrum Berlin für Sozialforschung. Nach dem Ph.D. 2000 in Economics an der Rice University war er von 2009 bis 2010 Gastwissenschaftler an der University of California, Berkeley. Im Herbst 2002 war er Gastwissenschaftler an der University of Pittsburgh. Im Frühling 2003 war er Gastwissenschaftler am Massachusetts Institute of Technology. Nach der Habilitation 2005 an der Humboldt-Universität zu Berlin vertrat er 2005 eine Professur an der Universität Bonn. Von 2005 bis 2010 war er Professor (W2) für Mikrotheorie in Bonn. Von 2010 bis 2016 hatte er den Lufthansa Chair in Competition and Regulation als Professor für Volkswirtschaftslehre an der ESMT inne. 2016 war er Gastwissenschaftler am Dartmouth College. Seit 2016 lehrt er als Professor für Verhaltens- und Wettbewerbsökonomie am Düsseldorf Institute for Competition Economics (D.I.C.E.).
Seine Lehr- und Forschungsinteressen sind Verhaltensökonomik, Industrieökonomik, Wettbewerbsökonomik und (angewandte) Spieltheorie.